# Код Шекспира
«Код Шекспира» — вторая серия третьего сезона сериала «Доктор Кто». Премьера серии состоялась 7 апреля 2007 года на канале BBC One.

## Сюжет
Доктор и Марта попадают в елизаветинскую Англию. Там они встречают Уильяма Шекспира, древних ведьм и сумасшедшего архитектора театра Глобус.